# 천사의 윙크
〈천사의 윙크〉(일본어: 天使のウィンク 텐시노윙크[*])는 일본의 가수 마츠다 세이코의 20번째 싱글로, 1985년 1월 30일 발매되었다.(7" Vinyl: 07SH-1600) 바로 전년도에 정규 음반 《Tinker Bell》에 참여해 〈도요가 우는 섬〉(いそしぎの島)을 작곡한 오자키 아미(尾崎亜美)가 처음으로 싱글에도 참여한 작품으로, 이 곡의 작사와 작곡 모두를 오자키 혼자 했다. B사이드 곡은 〈일곱 색의 패들〉(七色のパドル 나나이로노파도루[*])이며, 작사는 코사카 아키코(小坂明子), 작곡은 NOBODY가 맡았다. 두 곡 모두 편곡자는 오무라 마사아키(大村雅朗)이다.
이 곡은 다이하쓰의 자동차 '신 샤레이드'의 이미지 송으로 사용되었다.
데뷔 직후부터 마츠다는 인기 가수인 고 히로미와 공개적으로 교제해왔으며, 1985년 1월 초순만 하더라도 둘은 연인사이였다. 허나 1월 23일 돌연 그녀는 기자회견을 열어 거의 일방적으로 결별을 선언하였다. 그 일이 있은지 불과 1개월 뒤에 배우 칸다 마사키(神田正輝)가 하와이에서 귀국하며 그녀와의 교제를 인정하는 발표를 한다. 이 곡이 한창 인기를 끌고 있던 4월 무렵 둘은 약혼을 하게 되며, 결혼 준비를 위해 가수와 방송 활동 일체를 잠시 중단하는 발표를 한다.(이 둘은 그해 6월 결혼한다.) 1985년에 있었던 제36회 NHK 홍백가합전에 이 곡으로 오랜만에 공식적인 활동을 하였으나, 직후에 임신과 출산을 이유로 다시금 긴 휴식을 갖는다. 마츠다는 정확하게 1년이 지난 뒤 제37회 홍백가합전을 통해 복귀한다.
1985년 2월 11일자 오리콘 싱글 차트에서 1위를 차지하였으며, 그 다음주까지 총 2주동안 정상에 머물렀다. 2월의 월간 싱글 차트에서도 1위였으며, 도쿄방송의 음악 순위 프로그램인 《더 베스트텐》에서도 3월 7일과 14일 2주간 1위를 기록했다. 니혼 TV의 음악 프로그램인 《더 톱텐》에서도 1위를 기록했던 바가 있다.

## 수록곡
| #            | 제목                                  | 작사          | 작곡         | 편곡            | 재생 시간 |
| ------------ | ------------------------------------- | ------------- | ------------ | --------------- | --------- |
| 1.           | 〈〈천사의 윙크〉〉 (天使のウィンク)  | 오자키 아미   | 오자키 아미  | 오무라 마사아키 | 4:02      |
| 2.           | 〈〈일곱 색의 패들〉〉 (七色のパドル) | 코사카 아키코 | NOBODY       | 오무라 마사아키 | 4:49      |
| 총 재생 시간 | 총 재생 시간                          | 총 재생 시간  | 총 재생 시간 | 총 재생 시간    | 8:51      |